# Pajzsos poloska
A pajzsos poloska (Graphosoma) a félfedelesszárnyúak (Hemiptera) rendjébe sorolt poloskák (Heteroptera) alrendjében a címerespoloska-alkatúak (Pentatomomorpha) öregcsalád címeres poloskák (Pentatomidae) családjában bizonytalan besorolású pajzsos poloskaformák (Graphosomatini) nemzetség típusneme.
Az utóbbi időben a pajzsos poloskaformák (Graphosomatini) teljes nemzetségét a címeres poloskák (Pentatomidae) közül a pajzsos poloskák (Scutelleridae) osztályába helyezik át.
A legutóbbi időkben a nemet két fajsorra tagolják úgy, hogy az újonnan bevezetett Graphosomella fajsorban mindössze egy, ugyancsak új fajt:
- Graphosoma inexpectatum (Carapezza & Jindra, 2008)

helyeztek el.

## Származása, elterjedése
A nem palearktikus. A hagyományos 8 faj közül az euro-turáni faunavidék közép-dunai faunakerületében két faj (G. lineatum és G. semipunctatum) összesen 4 változata él. Az új Graphosoma inexpectatum fajt Szicíliából írták le.

## Megjelenése, felépítése
Nagy, széles, ovális, kevéssé domború, élénk színű és feltűnő rajzolatú rovarok. Piros hátukon fekete csíkok húzódnak végig, piros vagy sárga hasukat fekete foltok tarkázzák. A fej háromszögletű, a fejpajzsot a pofák körülzárják. Az első három csápíz piros, a két utolsó fekete. Az előháton nincsenek előreugró szögletek vagy éles ívek. A pajzs nem nyúlik túl a potroh végén. A penge alakú piros vagy piros-fekete connexivum messze túlnyúlik a félfedők szélén.
Lábai pirosak, fekete foltokkal.